# 2008年北京オリンピックのトーゴ選手団
2008年北京オリンピックのトーゴ選手団（2008ねんペキンオリンピックのトーゴせんしゅだん）は、2008年8月8日から8月24日にかけて中国の北京を主として開催された2008年北京オリンピックのトーゴ選手団、およびその競技結果。

## 概要
今大会は銅メダル1個を獲得した。
カヌー男子K1人乗りでバンジャマン・ボクペティがどう銅メダルを獲得し、トーゴにオリンピック初めてのメダルをもたらした。

## メダル
| メダル | 選手名                   | 競技   | 種目         |
| ------ | ------------------------ | ------ | ------------ |
| 銅     | バンジャマン・ボクペティ | カヌー | 男子K1人乗り |